# نيك سايمور
نيك سايمور (بالإنجليزية: Nick Seymour)‏ هو منتج أسطوانات وملحن وموسيقي أسترالي، ولد في 9 ديسمبر 1958 في Benalla ‏ في أستراليا.

## وصلات خارجية
- نيك سايمور على موقع IMDb (الإنجليزية)
- نيك سايمور على موقع ألو سيني (الفرنسية)
- نيك سايمور على موقع ميوزك برينز (الإنجليزية)
- نيك سايمور على موقع أول موفي (الإنجليزية)
- نيك سايمور على موقع قاعدة بيانات الأفلام السويدية (السويدية)
- نيك سايمور على موقع أول ميوزيك (الإنجليزية)
- نيك سايمور على موقع ديسكوغز (الإنجليزية)
- نيك سايمور على موقع قاعدة بيانات الفيلم (الإنجليزية)
- نيك سايمور على موقع كينوبويسك (الروسية)